# Talit

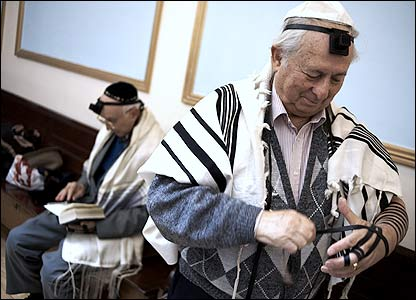
Muž s talitem a kipou si uvazuje modlitební řemínky tfilin

Talit (hebrejsky טַלִּית‎, v jidiš tales‎) je modlitební plášť, který nosí židé při modlitbě. Někteří muži jej nosí přes ramena, jiní si jím zakrývají i hlavu. V reformních a v některých konzervativních komunitách jej nosí i ženy. Nosí se při ranní modlitbě šacharit, v mnohých obcích jej nosí chazan při odpolední modlitbě (mincha) a někde i při večerní modlitbě. Výjimkou je Jom kipur, kdy jej nosí všichni členové obce i večer a po celý den.
Kromě toho po celý den nosívají někteří ortodoxní muži pod oblečením tzv. malý talit (hebrejsky טלית קטן‎, někdy nazývaný také cidakl (v jidiš צידאקעל‎), popřípadě arba kanfot (hebrejsky ארבע כנפות‎) nebo jen cicit, ציצית‎).
Po smrti je žid v diaspoře uložen do prosté dřevěné rakve oděn do tzv. kitlu (bílý rubáš) a svého talitu, kterému je ustřižen jeden roh včetně cicitu. Ve světě po zmrtvýchvstání mají naproti tomu ti, kdo za svého pozemského života střežili zákony třásní, obdržet odměnou hezký modlitební plášť, neboť platí, že při zmrtvýchvstání na rozdíl od situace při narození, lidé nebudou povstávat nazí.

## Biblický příkaz
Nošení talitu jako modlitebního pláště není výslovně nařízeno Tórou. Přikázání se týká uvázání cicit (třásní, hebrejsky ציצית‎) na rohy oděvů, proto talit musí mít čtyři rohy, na které se cicit mohou uvázat. Jeden střapec – cicit je spleten z jedné dlouhé nitě a tří nití kratších. Tyto nitě (hebrejsky ptil, פתיל‎) jsou prostrčeny otvorem v rohu talitu. Potom se udělá dvojitý uzel a dlouhá nit se obtočí okolo zbývajících sedmkrát, osmkrát, jedenáctkrát a třináctkrát s dvojitým uzlem mezi každým obtočením (celkem tedy 39×). Celkem je na talitu 5 uzlů a společně s počtem 8 nití a gematrickou hodnotou slova cicit (600) dává číslo 613, což je celkový počet všech přikázání Hospodina, která mají židé dodržovat.

### Barva „tchelet“

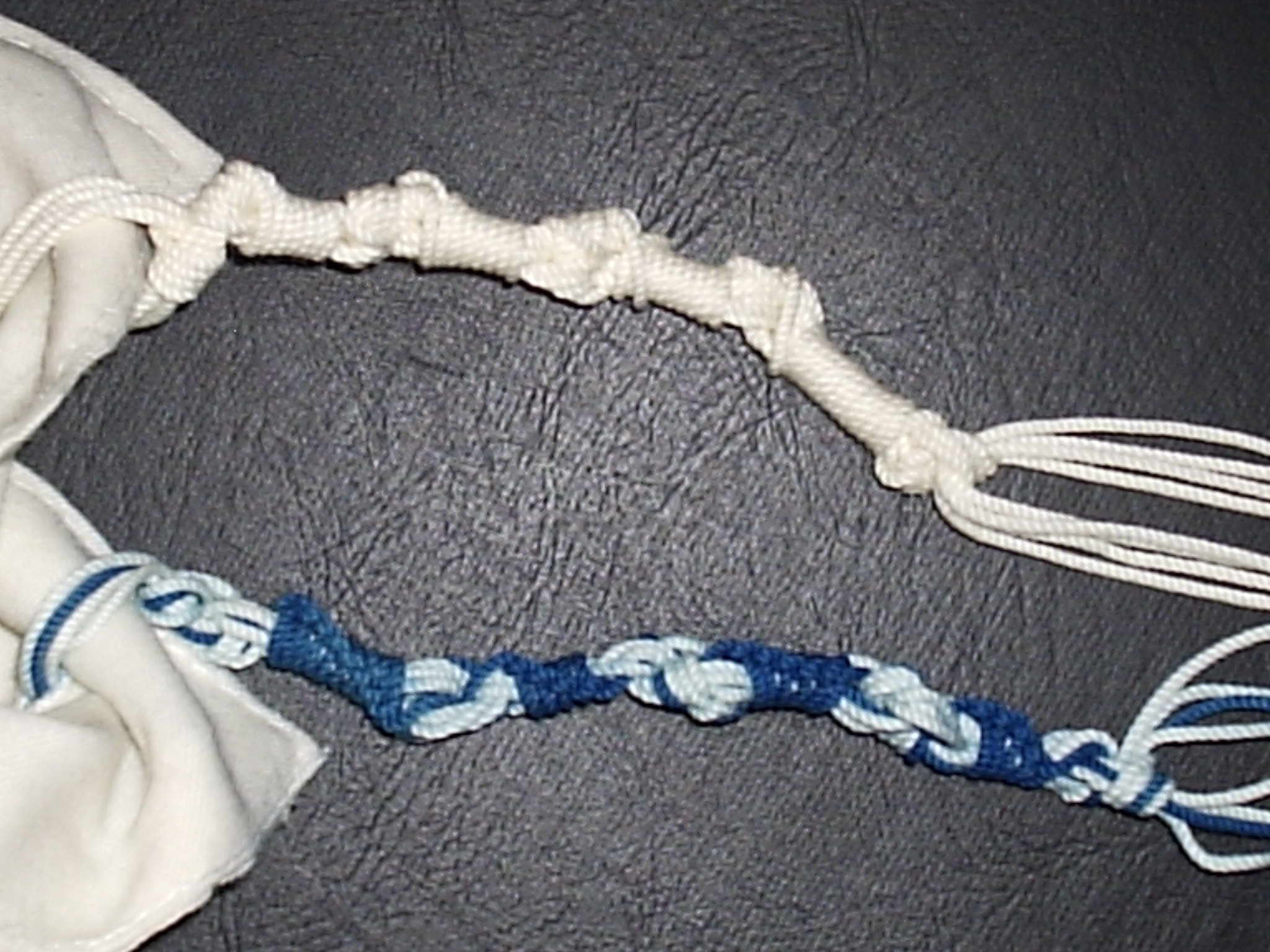
Bílé a modré cicit

Přikázání v Bibli nařizuje, aby jedna z nití byla barvy „tchelet“. Jednalo se pravděpodobně o modrou barvu, podle Mišny získávanou z plže jménem „chilazon“. O identitě tohoto plže se vedou halachické diskuze, stejně jako o odstínu barvy. Většina židů proto nosí cicit bílé. V poslední době se ale rozšířilo nošení cicit, které mají jednu z nití modrou. Stejně barevné cicit (byť jinak uvázané) nosí i karaité.
Přikázání o uvázání třásní se původně vztahovalo na každý oděv (talit jako vlněný plášť byl běžným denním oděvem), v průběhu času se z talitu stal rituální předmět a dnes se nosí pouze při bohoslužbách, ačkoli někteří zbožní židé jej nosí společně s tfilin od rozbřesku až do modlitby mincha.

## Vzhled talitu
Talit je většinou bílý s několika pruhy (nejčastějšími barvami jsou černá nebo modrá, ale není to pravidlem) a může být zhotoven z jakéhokoli materiálu kromě směsi lnu a vlny, která je výslovně zakázána Tórou (tzv. ša'atnez). Většina talitů je zhotovena z vlny, vyskytují se též tality pouze lněné nebo vyrobené z polyesteru. Talit má předepsanou minimální míru, v praxi se setkáme s různými rozměry - od velikosti větší šály až po velký plášť (cca 4×2 m). Podobná různorodost je i ohledně barvy – kromě bílých existují tality šedé, černé, modré nebo batikované. Vzhled talitu údajně inspiroval členy sionistického hnutí při návrhu vlajky, která se později stala vlajkou státu Izrael.
Malý talit (jak již napovídá jeho název) je mnohem menších rozměrů a nosí se pod denním oděvem, ale ne přímo na těle. Jedná se o obdélníkový kus látky, uprostřed něhož je otvor pro hlavu. Většinou je bílé barvy a nebývá zdoben, ale ani to není pravidlem.
Talit dostávají aškenázští chlapci na Bar micva, sefardští muži od své nastávající manželky většinou v den svatby.